# Bruno Camozzi
Bruno Camozzi   (Belfort, 16 d'octubre de 1971) és un pilot de trial francès. Durant els anys 90 va ser un dels competidors destacats del Campionat del Món de trial. Entre altres victòries destacades, va guanyar el Trial de les Nacions l'any 1990 integrant l'equip estatal. A banda, ostenta el rècord de Campionats de França de trial: catorze, dotze dels quals consecutius (1992 - 2003 i 2005 - 2006).
Un cop retirat de l'alta competició ha seguit competint a França, on forma part de l'equip oficial de Gas Gas com a responsable de les noves promeses. També fa de monitor de trial al centre d'esports de fora d'asfalt de Rochepaule, Ardecha.

## Palmarès
| Any          | Motocicleta  | C. del Món outdoor | C. del Món indoor | TDN | Campionat de França | Títols |
| ------------ | ------------ | ------------------ | ----------------- | --- | ------------------- | ------ |
| 1988         | JCM          | -                  | -                 | -   |                     | -      |
| 1989         | Fantic       | 22è                | -                 | -   |                     | -      |
| 1990         | Fantic       | 8è                 | -                 | 1r  |                     | 1      |
| 1991         | Fantic       | 5è                 | -                 | 2n  |                     | -      |
| 1992         | Fantic       | 7è                 | -                 | 2n  | 1r                  | 1      |
| 1993         | Scorpa       | 9è                 | 7è                | 4t  | 1r                  | 1      |
| 1994         | Scorpa       | 11è                | 7è                | 4t  | 1r                  | 1      |
| 1995         | Beta         | 7è                 | 9è                | 5è  | 1r                  | 1      |
| 1996         | Gas Gas      | 5è                 | 5è                | -   | 1r                  | 1      |
| 1997         | Gas Gas      | 10è                | 6è                | -   | 1r                  | 1      |
| 1998         | Gas Gas      | 9è                 | 7è                | 5è  | 1r                  | 1      |
| 1999         | Gas Gas      | 9è                 | 8è                | 5è  | 1r                  | 1      |
| 2000         | Gas Gas      | 13è                | 7è                | -   | 1r                  | 1      |
| 2001         | Gas Gas      | 15è                | 9è                | 3r  | 1r                  | 1      |
| 2002         | Gas Gas      | 23è                | 10è               | 5è  | 1r                  | 1      |
| 2003         | Gas Gas      | 31è                | 9è                | 5è  | 1r                  | 1      |
| 2004         | Gas Gas      | -                  | -                 | 4t  |                     | -      |
| 2005         | Gas Gas      | -                  | -                 | 5è  | 1r                  | 1      |
| 2006         | Gas Gas      | -                  | -                 | 5è  | 1r                  | 1      |
| 2007         | Gas Gas      | -                  | -                 | 4t  |                     | -      |
| 2008         | Gas Gas      | -                  | -                 | 5è  |                     | -      |
| Total títols | Total títols | 0                  | 0                 | 1   | 14                  | 15     |

Notes
1. ↑  La classificació consignada a TDN fa referència a la posició final obtinguda per l'equip estatal
2. ↑  Al total de títols s'hi compten tots els campionats estatals o internacionals guanyats, incloent-hi el TDN